# 佐野線
佐野線（日语：／ Sano sen */?）連結日本群馬縣館林市館林站和栃木縣佐野市葛生站，是屬於東武鐵道的鐵路線。車站編號的路線記號為TI。
2005年2月，佐野市、田沼町、葛生町合併成為佐野市，自此在群馬縣內途經館林市內、栃木縣內途經佐野市內，各自途經1縣1市。

## 路線資料
- 路線距離（營業距離）：22.1公里
- 軌距：1067毫米
- 站數：10個（包括起終點站）
- 複線路段：沒有（全線單線）
- 電氣化路段：全線電化（直流電1500V）
- 閉塞方式：自動閉塞式
- 保安裝置：東武型ATS
- 可進行列車交會車站：除終點站葛生站外所有車站（然而，起點站館林站沒有一個專用月台待避）

## 運行形態
特急兩毛號列車在早上從葛生發車，晚間則開往葛生。除此之外，所有列車均為一人控制的普通列車。館林行始發和館林發終發的列車在館林 - 佐野之間運行、除了這班列車和兩毛號列車之外其他所有列車都在館林 - 葛生之間運行。
白天每小時開行一般列車，早間和傍晚每小時開行2 - 3班列車。

## 車站列表
- 特急「兩毛」號的停靠站參見該條目。
- 普通列車停靠所有車站（一人控制）。
- 所有車站均可使用PASMO，但除館林與佐野以外不設自動閘機，因此設置簡易IC卡閘機。
- 軌道（全線單線） … ◇：可進行列車交會 ｜：不可進行列車交會 ∧：終到站

| 車站編號 | 中文站名     | 日文站名 | 英文站名 | 站間距離 | 累計距離 | 接續路線                     | 軌道 | 所在地        |
| -------- | ------------ | -------- | -------- | -------- | -------- | ---------------------------- | ---- | ------------- |
| TI-10    | 館林         |          |          | -        | 0.0      | 東武鐵道： 伊勢崎線、 小泉線 | ｜   | 群馬縣 館林市 |
| TI-31    | 渡瀨         |          |          | 2.7      | 2.7      |                              | ◇    | 群馬縣 館林市 |
| -        | 北館林荷扱所 |          | /        | -        | -        |                              | ｜   | 群馬縣 館林市 |
| TI-32    | 田島         |          |          | 4.2      | 6.9      |                              | ◇    | 栃木縣 佐野市 |
| TI-33    | 佐野市       |          |          | 2.1      | 9.0      |                              | ◇    | 栃木縣 佐野市 |
| TI-34    | 佐野         |          |          | 2.5      | 11.5     | 東日本旅客鐵道：兩毛線       | ◇    | 栃木縣 佐野市 |
| TI-35    | 堀米         |          |          | 1.6      | 13.1     |                              | ◇    | 栃木縣 佐野市 |
| TI-36    | 吉水         |          |          | 2.1      | 15.2     |                              | ◇    | 栃木縣 佐野市 |
| TI-37    | 田沼         |          |          | 2.5      | 17.7     |                              | ◇    | 栃木縣 佐野市 |
| TI-38    | 多田         |          |          | 1.6      | 19.3     |                              | ◇    | 栃木縣 佐野市 |
| TI-39    | 葛生         |          |          | 2.8      | 22.1     |                              | ｜   | 栃木縣 佐野市 |

## 外部連結
- 佐野線（页面存档备份，存于）